# Воронец (Кировская область)
Воронец — опустевшая деревня в составе Немского района Кировской области. 

## География
Находится на расстоянии примерно 13 километров по прямой на северо-восток от районного центра поселка Нема.

## История
Деревня известна с 1717 года, когда в починке Воронец было учтено 10 жителей, в 1764 году 19. В 1873 году учтено дворов 17 и жителей 122, в 1905 25 и 149, в 1926 27 и 143, в 1950 33 и 112 соответственно, в 1989 22 жителя. До 2021 года входила в Немское сельское поселение Немского района, ныне непосредственно в составе Немского района.

## Население
Постоянное население  составляло 13 человек (русские 92%) в 2002 году, 0 в 2010.